# N. Viswanathan
N. Viswanathan (* 1929 in Vellore, Madras; † 17. November 2010 in Kalkutta, Westbengalen) war ein indischer Hochschullehrer und Schauspieler.

## Leben
N. Viswanathan stammte aus dem tamilischen Vellore. Er studierte Englisch und Politikwissenschaft am St. Xavier’s College der University of Calcutta und kurzzeitig auch an der Universität Oxford. 40 Jahre lang arbeitete er selbst als Professor für Englisch am St. Xavier’s College.
Er war Amateurschauspieler und Mitglied in Utpal Dutts Theatergruppe People’s Little Theatre sowie seiner eigenen Gruppe Calcutta Players, mit denen er Stücke auf Englisch, Bengalisch und Tamilisch aufführte. Seit den 1960er Jahren spielte N. Viswanathan in Filmen, so in Mrinal Sens Punashcha (1961) und Satyajit Rays Kanchenjungha (1962). Neben seiner Arbeit im bengalischen Film war er auch im tamilischen Film aktiv, so in dem Rajinikanth-Film Moondru Mudichu (1976).
Sein Sohn Ashoke Viswanathan ist Filmregisseur; häufig spielte N. Viswanathan in seinen Filmen mit. Zuletzt trat er in dem Film Gumshuda seines Sohnes auf, für den er auch das Drehbuch verfasste.
N. Viswanathan starb im Alter von 81 Jahren.

## Filmografie (Auswahl)
- 1961: Punashcha
- 1962: Kanchenjungha
- 1963: Barnali
- 1967: Jiban mrityu
- 1970: Kalankita Nayak
- 1974: Je Jekhane Danriye
- 1976: Moondru Mudichu
- 1980: Paka Dekha
- 1984: Mohanar Dike
- 1990: Apon Amar Apon
- 1993: Sunya Theke Suru
- 1996: Wenn der Pfau erwacht (The Peacock Spring)
- 1999: Swapner Sandhaney[8]
- 2003: Abar Aranye
- 2003: Byatikrami
- 2006: Andhakarer Shabdo
- 2010: Gumshuda